# U-Bahnhof Schoppershof
Der U-Bahnhof Schoppershof (Abkürzung: SH) ist der 33. U-Bahnhof der Nürnberger U-Bahn und wurde am 22. Mai 1993 eröffnet. Er ist 650 m vom U-Bahnhof Rennweg und 902 m vom U-Bahnhof Nordostbahnhof entfernt. In Richtung Flughafen schließt sich ein stumpf zu befahrender Gleiswechsel an. Bis zum 27. Januar 1996 war er Endbahnhof für die Linie U2. Der U-Bahnhof ist nach dem 1899 eingemeindeten Nürnberger Stadtteil Schoppershof benannt, in dem er liegt. Täglich wird er von rund 16.900 Fahrgästen genutzt (Mo–Fr, 2019).

## Lage

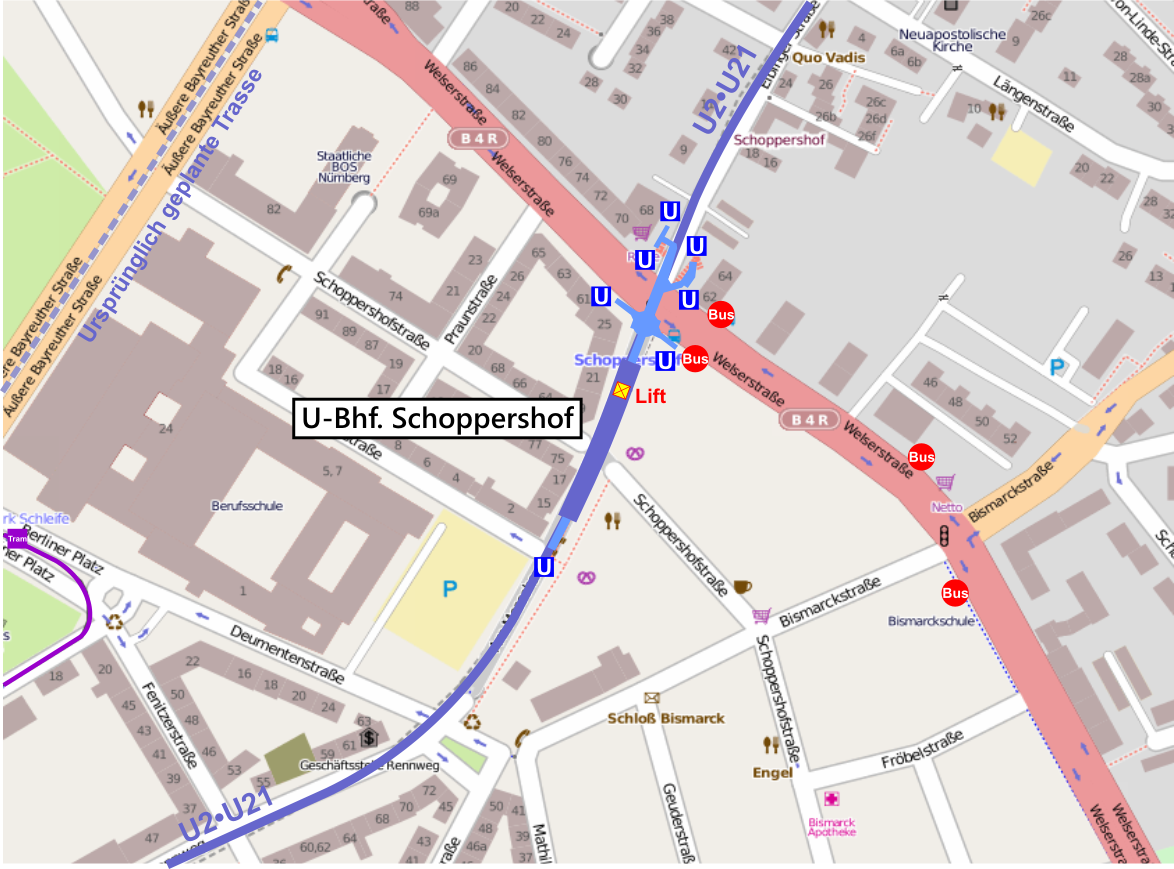
Lageplan U-Bhf. Schoppershof

Der Bahnhof befindet sich im Nürnberger Stadtteil Schoppershof und erstreckt sich unterirdisch in Nord-Süd-Richtung unter der Straße Am Messehaus zwischen Welser- und Wieselerstraße. Vom südlichen Bahnsteigkopf führt ein Aufgang direkt an die Oberfläche zur Einmündung Wieselerstraße/ Am Messehaus. Der nördliche Aufgang führt in ein Verteilergeschoss und von dort aus an alle vier Ecken der Kreuzung Am Messehaus/ Elbinger-/ Welserstraße. Ein Aufzug verbindet die Straßenoberfläche mit der nördlichen Bahnsteigebene.

## Bauwerk und Architektur
Das Bahnhofsbauwerk ist 190 m lang, 15 m breit und 10 m tief (eineinhalbfache Tiefenlage). Die Bauarbeiten begannen am 25. Juli 1990 und wurden in offener Bauweise ausgeführt. Im Zuge der Bauarbeiten wurde die Straße Am Messehaus in einen verkehrsberuhigten Bereich umgewandelt.
Die architektonische Ausführung wurde vom Nürnberger Bildhauer Kardos Botond übernommen. Die Innen-Außen-Beziehung von Oberfläche und Bahnsteigebene wird durch ein Geflecht aus Stahlseilen dargestellt, die sich an der Bahnsteigwand wie die Wurzeln eines Baumes verzweigen.

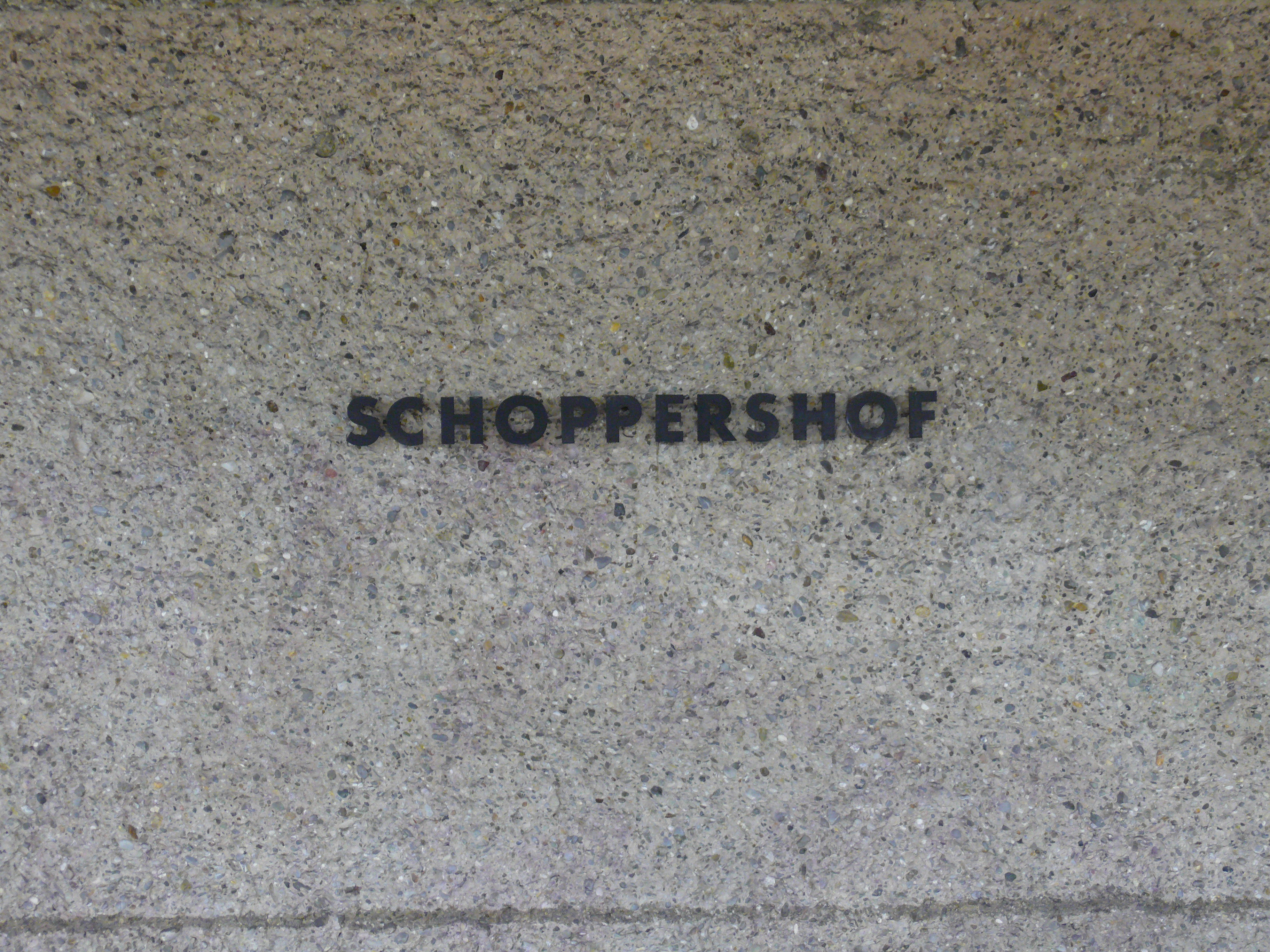
Stationsname an den Bahnsteigwänden
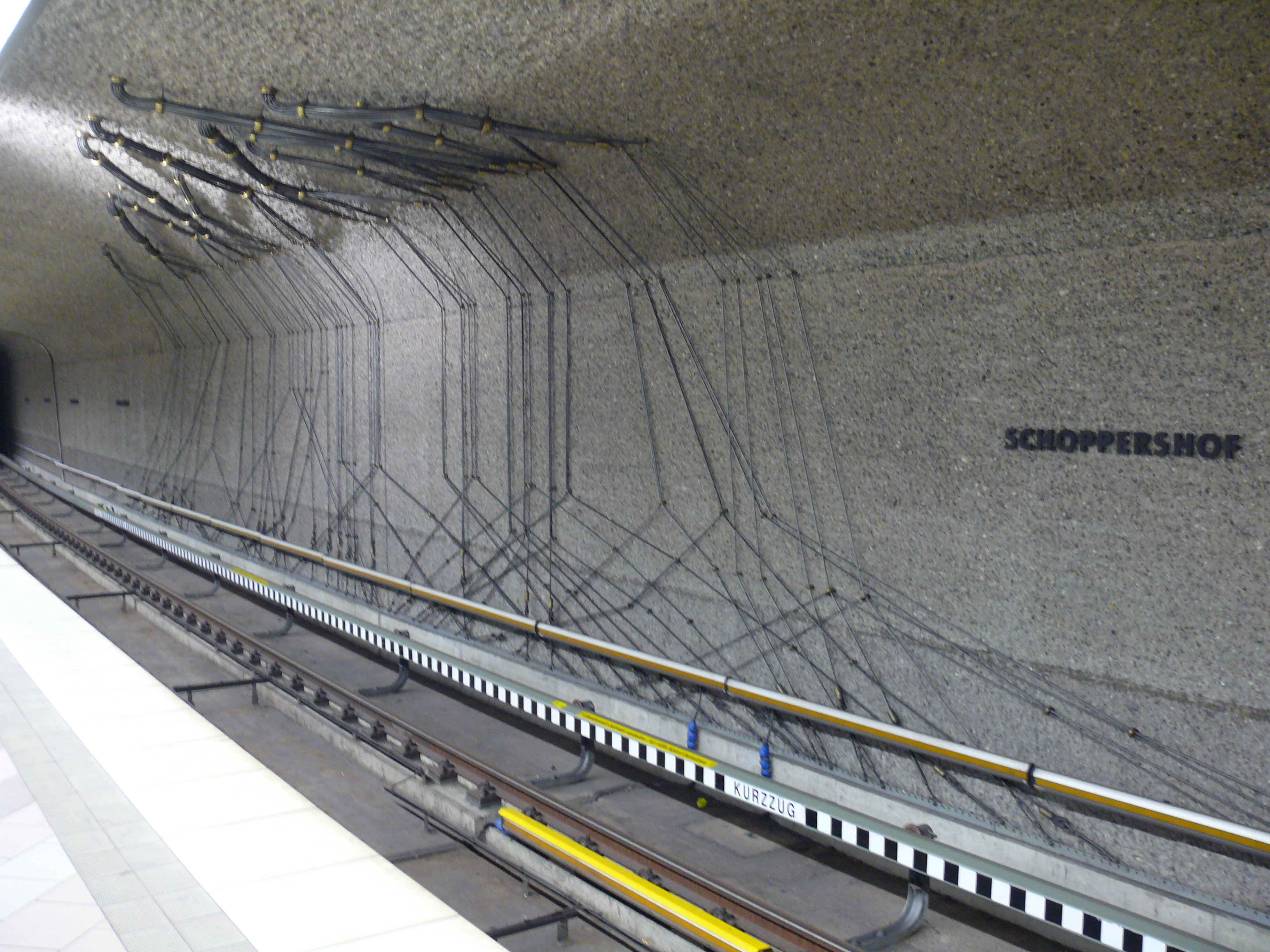
Geflecht aus Stahlseilen am Bahnsteig
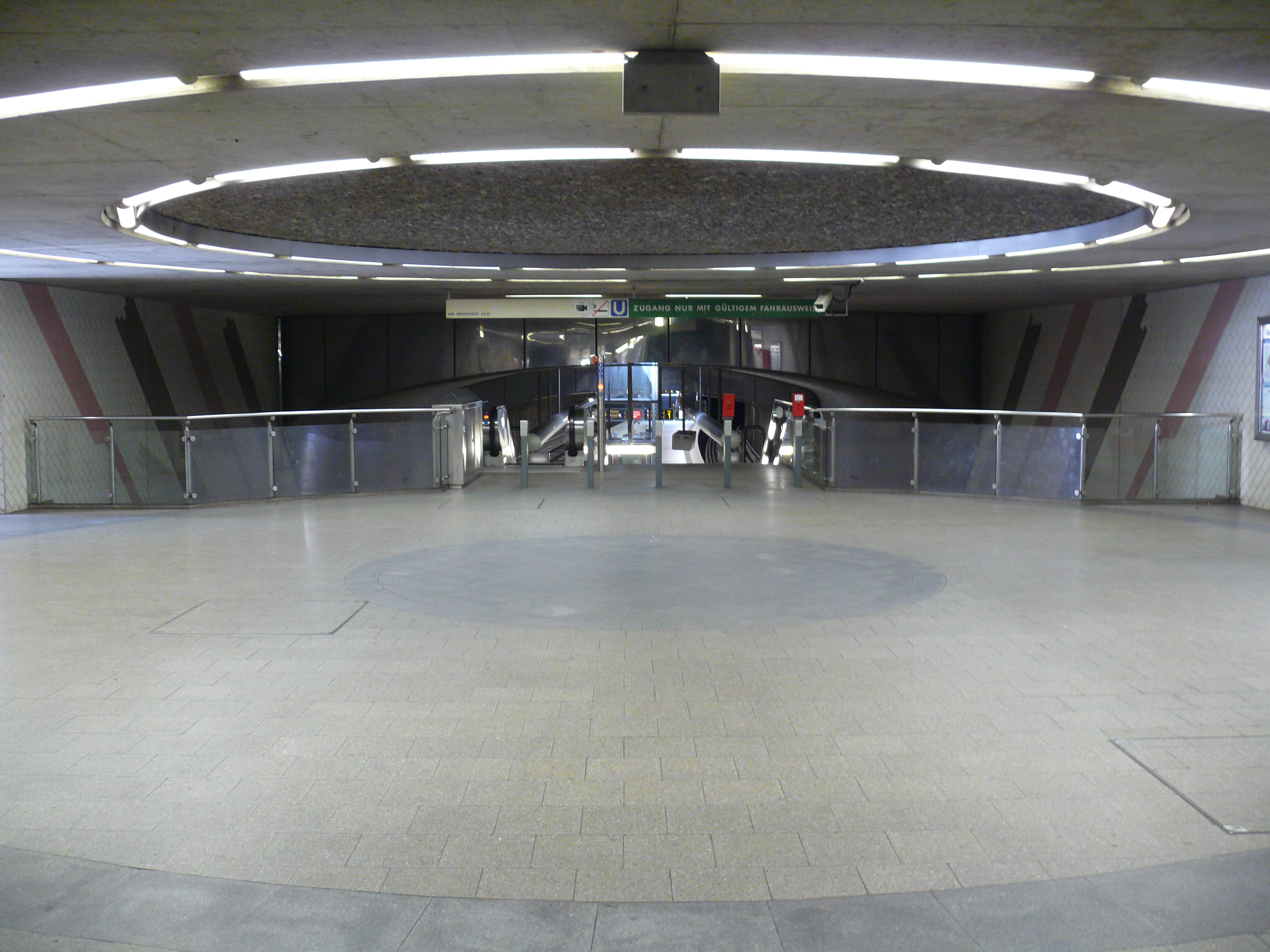
Verteilergeschoss
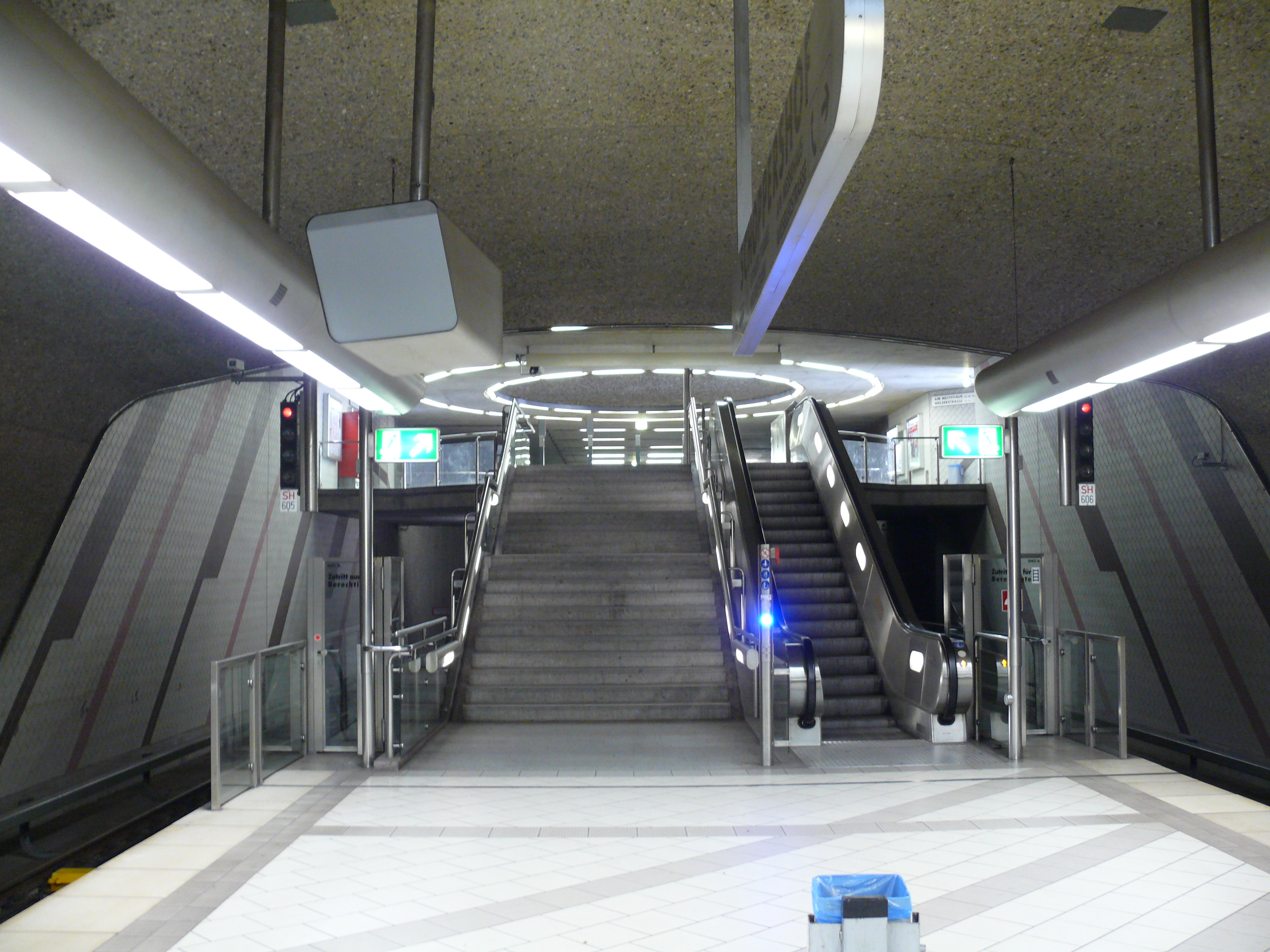
Aufgang von der Bahnsteigebene zum Verteilergeschoss
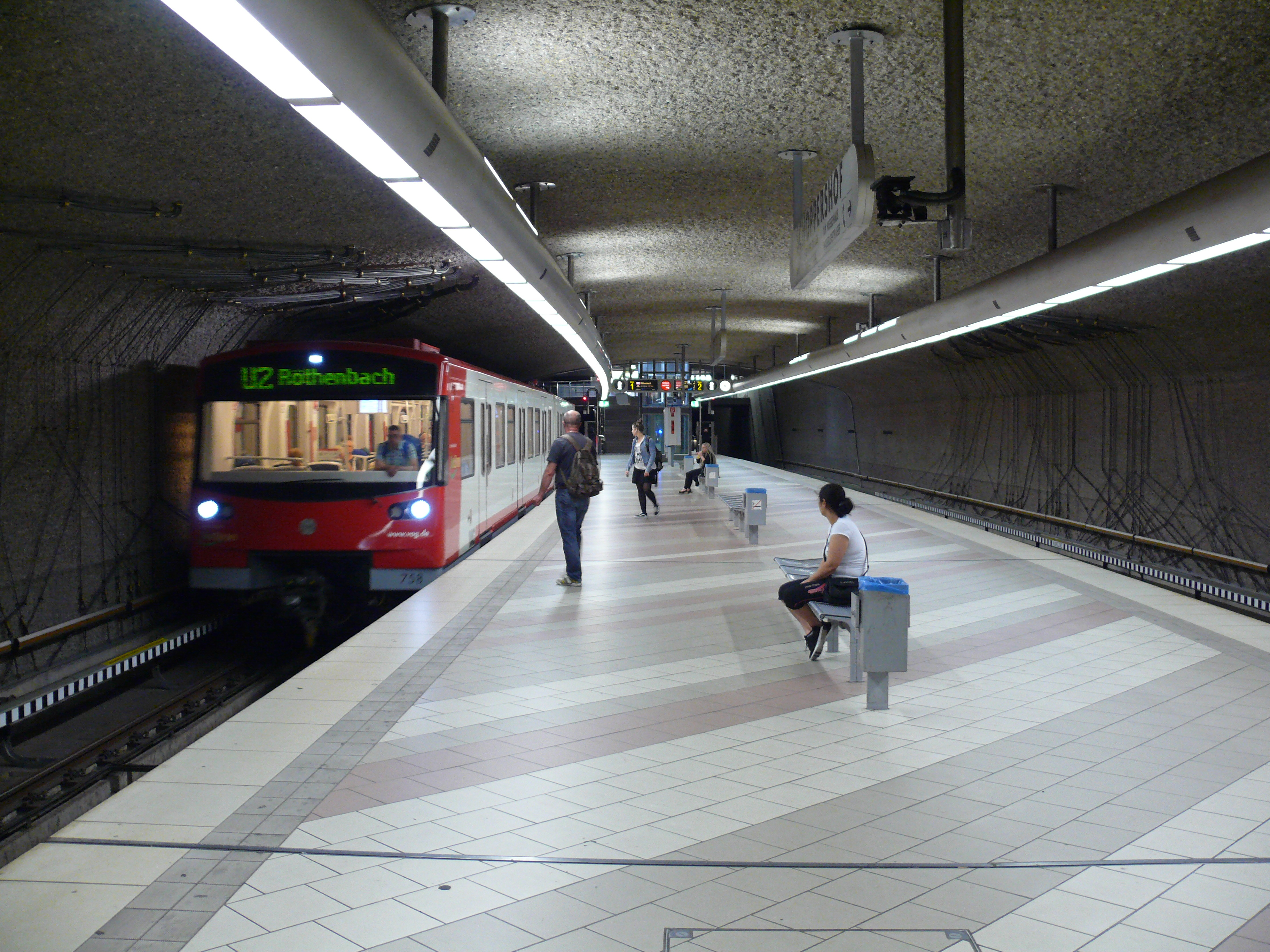
U2 nach Röthenbach
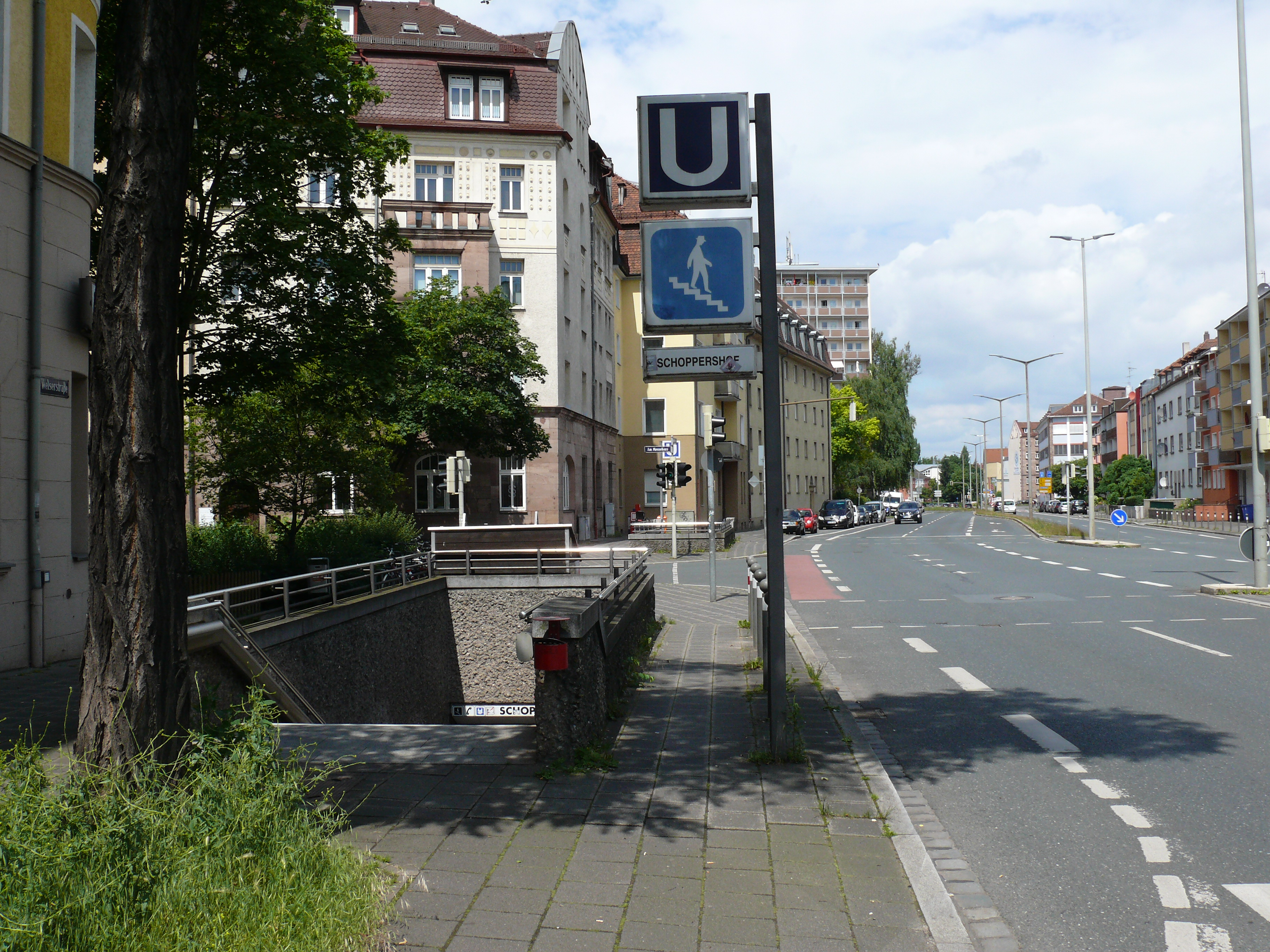
Zugang an der Oberfläche

## Linien
| Linie | Verlauf | Takt                                 |
| ----- | --- | ------------------------------------ |
| U2    | Röthenbach – Hohe Marter – Schweinau – St. Leonhard – Rothenburger Straße – Plärrer – Opernhaus – Hauptbahnhof – Wöhrder Wiese – Rathenauplatz – Rennweg – Schoppershof – Nordostbahnhof – Herrnhütte – Ziegelstein – Flughafen Stand: Fahrplanwechsel Dezember 2024 | 5 min (HVZ) 5 min (NVZ) 10 min (SVZ) |

Der Bahnhof wird von der U-Bahn-Linie U2 bedient. An der Oberfläche befindet sich eine Haltestelle der Stadtbuslinien 65 und 95.